# 黄宗鼎
黃宗鼎（1864年—1954年），字樾漵，后更名彦威，男，台湾淡水人，清朝及中华民国官员。

## 生平
黃宗鼎早年为臺北府府學附生，光緒十二年（1886年）入泮，光绪十五年（1889年）恩科舉人。光緒二十一年（1895年）清朝因甲午戰爭戰敗，與日本簽訂《馬關條約》，割讓福建臺灣省，黄宗鼎與同為举人的汪春源、罗秀惠，戶部主事葉題鴈、翰林院庶吉士李清琦等人联合上书都察院代奏光绪帝反对割台。此后，曾任夏縣、大寧縣等縣知縣，山西朔州知州，山西北路高等審判廳廳長，北京政府財政部科員。1953年，任北京市文史研究館館員。次年逝世。

## 家族
父黄玉柱，弟黃彥鴻，子黄畲、黄正襄。

## 著作
- 《浣月齋吟稿》[1]